# 12 de Octubre Football Club
Der 12 de Octubre Football Club ist ein paraguayischer Fußballverein aus Itauguá. Der Klub gewann in der Clausura 2002 die Primera División, verlor aber das Meisterschaftsendspiel gegen den Apertura-Meister Club Libertad und wurde somit Vizemeister.

## Geschichte
Der Klub gründete sich am 14. August 1914 und wurde nach dem Kolumbus-Tag benannt. Lange Zeit spielte er nur in den regionalen Meisterschaftsligen, ehe die Mannschaft 1996 in die landesweit ausgetragene División Intermedia als zweithöchste Spielklasse aufstieg und bereits im Folgejahr dort die Meisterschaft gewann. In der Folge trat die Mannschaft bis zum Wiederabstieg Ende 2009 in der Primera División an, zweimal gelang die Teilnahme an der Copa Libertadores. Dem Abstieg in die Zweitklassigkeit folgte der direkte Absturz in die dritthöchste Spielklasse, nach zwei Aufstiegen in Folge kehrte der Klub bereits in der Spielzeit 2014 in die Primera División zurück, verpasste aber abermals den Klassenerhalt. Zur Spielzeit 2020 kehrte die Mannschaft wieder in die höchste Spielklasse zurück, die Saison wurde jedoch aufgrund der COVID-19-Pandemie frühzeitig abgebrochen. Dennoch qualifizierte sich der Klub für die Copa Sudamericana und erreichte nach einem Erfolg über den Club Nacional im Elfmeterschießen in der Qualifikationsrunde die Gruppenphase der Copa Sudamericana 2021, wo die Mannschaft nach einem 1:0-Auftaktsieg über Rosario Central in den folgenden fünf Spielen ohne Sieg blieb und als Gruppenletzte ausschied.
Nach dem Rücktritt von Aufstiegstrainer Pedro Sarabia, der zum Ligakonkurrenten Club Nacional weiterzog, im März 2022 übernahm der Uruguayer Sergio Órteman das Traineramt. Unter ihm beendete der Klub das Torneo Apertura als Tabellenschlusslicht, sodass im Juni 2022 Robert Pereira den Trainerposten übernahm.

## Erfolge
- Paraguayischer Halbjahresmister: Clausura 2002
- Zweitligameister: 1997
- Drittligameister: 2012, 2018